# Szliácsfürdő
Koordináták: é. sz. 48° 36′ 39″, k. h. 19° 09′ 41″48.610833°N 19.161389°E

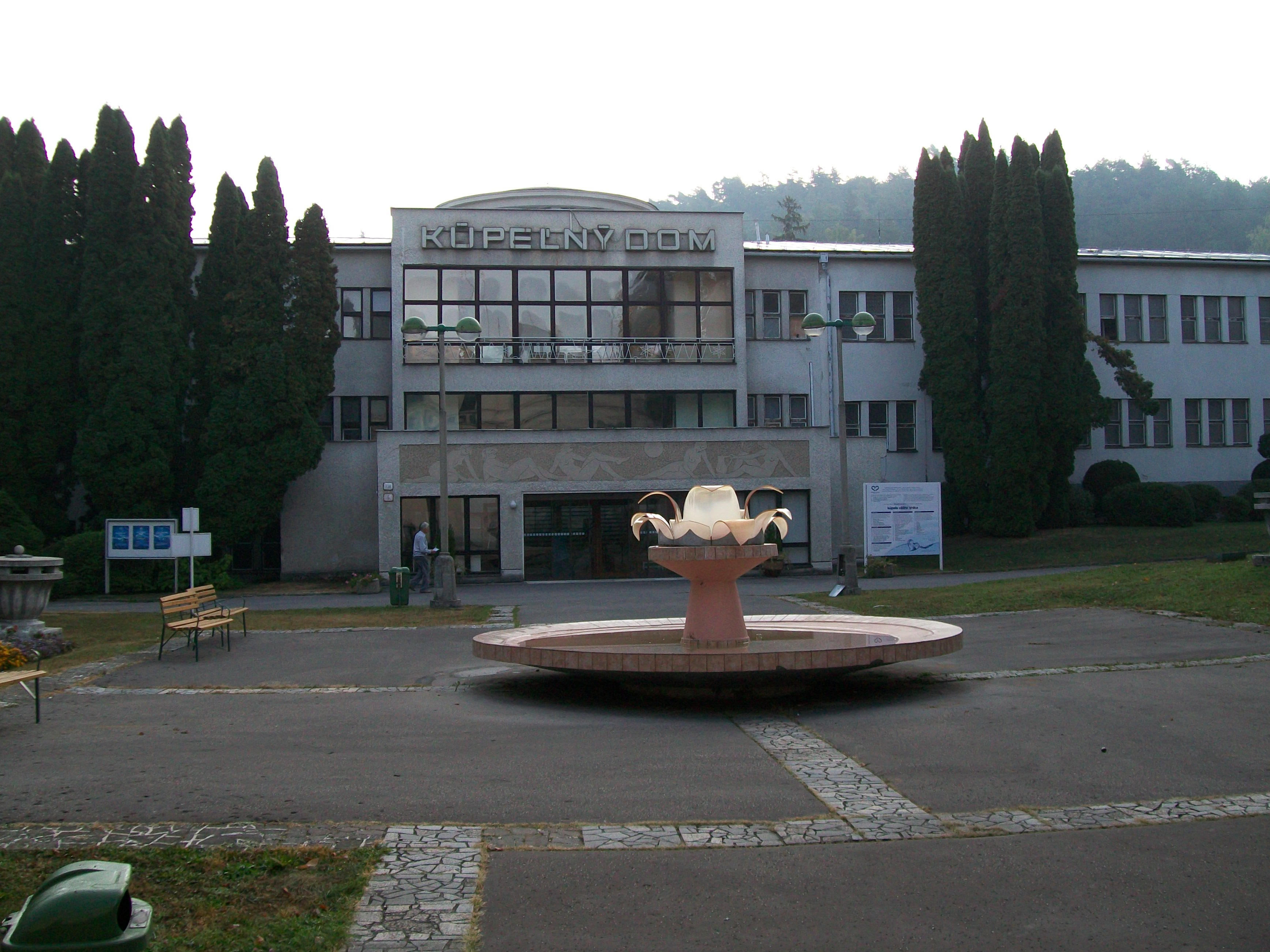
Szliácsi fürdőház

Szliácsfürdő (szlovákul Kúpele Sliač) Szliács városrésze Szlovákiában, a Besztercebányai kerületben, a Zólyomi járásban.

## Fekvése
Szliács központjától 1 km-re keletre emelkedő erdős hegyoldalon fekszik.

## Története
Szliácsfürdő 33 °C-os gyógyforrásait már a 13. században is ismerték. Első írásos említése 1243-ban IV. Béla király Zólyom szabad királyi városi jogait megerősítő oklevelében történt, amikor a város határának leírásában a közeli ásványvízforrásokat is megemlíti. 1478-ban Mátyás király és Beatrix királyné is ellátogatott ide. A látogatásról a király budai udvarában vendégeskedő Aeneas Silvius nuncius tesz említést „Cosmografia” című geográfiai művében. A 16. században a források helyét „Teplicae” néven nevezték, a dokumentumokban nevük pedig „Thermae Ribariensis” volt, mivel Halászi határában feküdtek. A következő említés Giorgio Agricola „De natura fossilium” című művében történt, majd 1551-ben Georgius Wernher „De admirandis Hungariaé aquis Hypomnemation” című könyvében is ír a gyógyforrásokról. A 17. század közepétől egyre több neves és gazdag személyiség látogatott el ide, hogy gyógyulást találjon. A 18. század század elején Bél Mátyás is ír róla. 1711-ben a fürdőnek már állandó felügyelője is volt, aki rendjének betartásáért felelt.

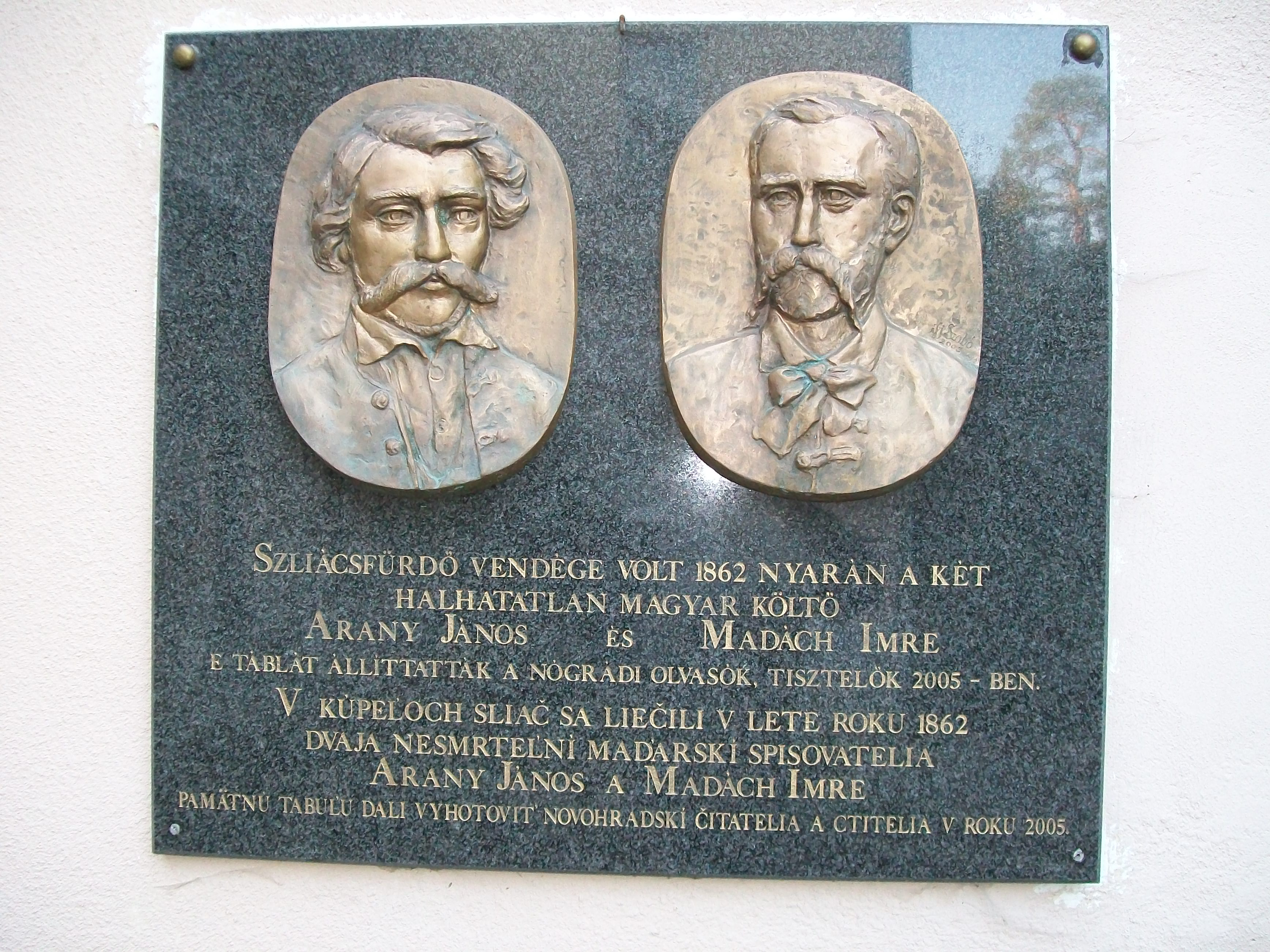
Híres magyar írók emléktáblája

Első korszerű fürdőháza 1819-ben épült klasszicista stílusban. Neves vendégei közül említésre méltó Kossuth Lajos és Arany János neve.
Fényes Elek szerint: „Szliács, a Garam regényes völgyében, Zólyom vármegyének egyik legkiesebb halmán, Zólyomhoz 1/2 mfldnyi távolságra, ut. p. Bucsa. Híres meleg fördőjéről és savanyuviz-forrásáról. Az egész áll három tükörfördőből s négy ivóforrásból. Leghasználtabb fördő a meleg tükör, mellyben az ember beléptekor nem meleget, hanem szokatlan hideget érez, melly hideget csak fokonkint váltja fel a kellemes meleg. A hideg tükör vízhévfoka nem egészen 20 °nyi. A bemenőben hideg folyóvizhez hasonló érzést gerjeszt, melly fokonkint kellemesb mérsékletre, s végre az egész test felületén olly erős égésre változik, hogy az ember magát tüzes széntől véli illettetni; azonban csak a bőr az, melly a növekvő melegben osztozik, belől az ember mind inkább hideget érez. A szliácsi ivó- és fördő vizek olly vasasvizek, mellyek sós részszel, mindenek előtt annyi mennyiségü szabad s megkötött szénsavval bővelkednek, hogy e tekintetben minden ismeretes ásványvizet felülmulnak. Bővebben lehet erről olvasni Dr. Wagner Dániel urnak 1834-ben Pesten német nyelven kiadott röpiratában. Haszna kitünő a máj, bél, aranyéri, komorkórsági, méhgörcsi, köszvényi, gyomorgörcsi, sáppadtsági, elgyengülési és meddőségi bajokban.”
Kossuth emléktábláját 1997-ben távolították el a Detva vendégház faláról.

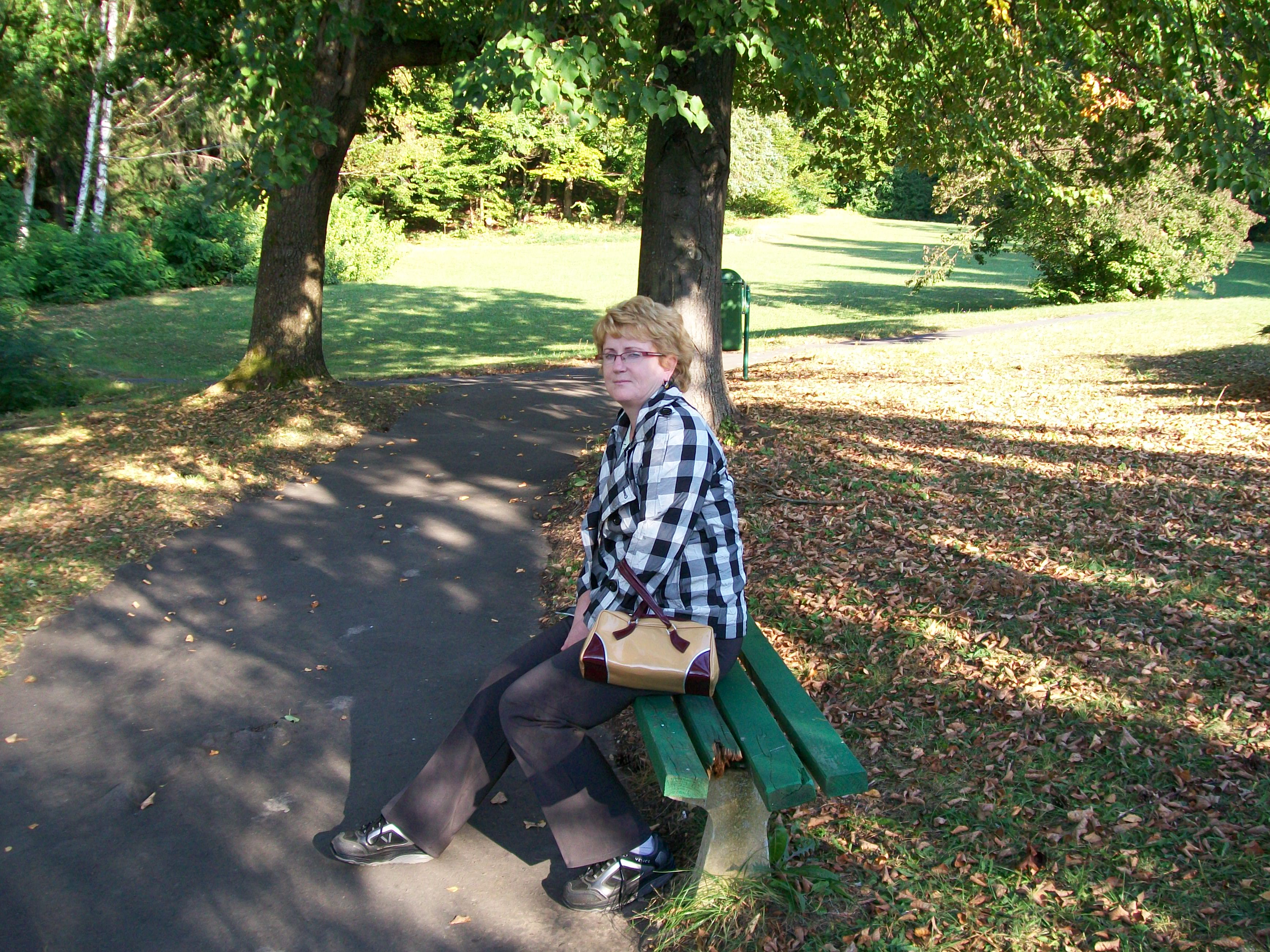
Nyugalmat árasztó szliácsi park

## Nevezetességei
- A település festői környékéről és melegfürdőjéről nevezetes. Forrásaiból, melyeknek hőmérséklete 25-33 °C, „olyan erővel tódul a szénsavgáz, hogy a víz forrni látszik s a fürdőzőket állandóan legyezni kell, ezen vasas hévvizek a legnagyobb ritkaságok közé tartoznak és egész Európában”.[2] Vize kén-hidrogénkarbonát, mész-magnézium, karbonát, hipotónia és magas kovasav tartalmú. A szív- és érrendszeri, civilizációs, vérkeringési és az emésztőrendszeri megbetegedésekben szenvedő betegek gyógyítására alkalmas. A József-forrás és Dorottya-forrás vizei italul is szolgál és az előbbi nagy mennyiségben kerül a kereskedelembe.
- A gyógyforrás közelében építtette 1855-ben Habsburg Albrecht főherceg a Szent Hildegárd kápolnát.

## Külső hivatkozások
- A szliácsi fürdő honlapja Archiválva 2011. június 14-i dátummal a Wayback Machine-ben
- A gyógyfürdő ismertetője (szlovákul)
- A szliácsi fürdő (szlovákul)

## Lásd még
- Szliács